# Diocesi di Abila di Palestina
La diocesi di Abila di Palestina (in latino Dioecesis Abilena in Palaestina) è una sede soppressa del patriarcato di Gerusalemme e una sede titolare della Chiesa cattolica.

## Storia
Abila di Palestina, corrispondente al sito archeologico di Quwaylibah nel nord-ovest dell'odierna Giordania, è un'antica sede vescovile della provincia romana della Palestina Seconda nella diocesi civile d'Oriente. Faceva parte del patriarcato di Gerusalemme ed era suffraganea dell'arcidiocesi di Scitopoli.
Sono tre i vescovi noti di questa antica diocesi. Salomone prese parte al concilio di Gerusalemme del 518 e sottoscrisse la lettera sinodale del patriarca Giovanni di Gerusalemme contro Severo di Antiochia. Nicostrato firmò gli atti del sinodo del 536 convocato dal patriarca Pietro contro Antimo di Costantinopoli e che vide riuniti assieme i vescovi delle Tre Palestine. Infine Alessandro è menzionato nella vita di san Saba scritta da Cirillo di Scitopoli come l'unico vescovo di Palestina che non sottoscrisse, attorno al 538, la condanna degli errori origenisti; lo stesso Alessandro fu deposto nel 553 perché si rifiutò di sottoscrivere le decisioni del concilio di Gerusalemme contro gli origenisti; esiliato a Costantinopoli, morì nel 557 in seguito ad un terremoto.
Dal 1933 Abila di Palestina è annoverata tra le sedi vescovili titolari della Chiesa cattolica; la sede è vacante dal 24 febbraio 1977.

## Cronotassi

### Vescovi greci
- Salomone † (menzionato nel 518)
- Nicostrato † (menzionato nel 536)
- Alessandro † (circa 538 - 553 deposto)

### Vescovi titolari
- Alberto Uribe Urdaneta † (19 dicembre 1953 - 18 marzo 1957 nominato vescovo di Sonsón)
- Herculanus Joannes Maria van der Burgt, O.F.M.Cap. † (13 luglio 1957 - 3 gennaio 1961 nominato arcivescovo di Pontianak)
- Caesar Gatimu † (18 aprile 1961 - 25 novembre 1964 nominato vescovo di Nyeri)
- Paulos Tzadua † (1º marzo 1973 - 24 febbraio 1977 nominato arcieparca di Addis Abeba)